# Сороковский сельский совет (Гусятинский район)
Сороковский сельский совет (укр. Сороківська сільська рада) — входит в состав
Гусятинского района
Тернопольской области
Украины.
Административный центр сельского совета находится в 
с. Сорока.

## Населённые пункты совета
- с. Сорока